# پروگورلیتسا
پروگورلیتسا (به صربی: Progorelica) یک منطقهٔ مسکونی در صربستان است که در کرالیفو واقع شده‌است.